# San Felipe, Pénjamo
San Felipe är en ort i Mexiko.   Den ligger i kommunen Pénjamo och delstaten Guanajuato, i den centrala delen av landet, 300 km väster om huvudstaden Mexico City. San Felipe ligger 1 767 meter över havet och antalet invånare är 678.
Terrängen runt San Felipe är huvudsakligen kuperad, men söderut är den platt. Runt San Felipe är det ganska tätbefolkat, med 104 invånare per kvadratkilometer. Närmaste större samhälle är La Piedad Cavadas, 19,9 km söder om San Felipe. I omgivningarna runt San Felipe växer huvudsakligen savannskog.